# Molophilus parerebus
Molophilus parerebus är en tvåvingeart som beskrevs av Günther Theischinger 1992. Molophilus parerebus ingår i släktet Molophilus och familjen småharkrankar. Inga underarter finns listade i Catalogue of Life.